# Eupithecia mnemosynata
Eupithecia mnemosynata är en fjärilsart som beskrevs av Pierre Millière 1875. Eupithecia mnemosynata ingår i släktet Eupithecia och familjen mätare. Inga underarter finns listade i Catalogue of Life.